# Alicia Morales
Alicia Morales Sánchez conocida artísticamente como Alicia Morales es una cantaora de flamenco de Granada (España) 

## Trayectoria artística
Alicia Morales nació en La Zubia, provincia de Granada, el 14 de agosto de 1981. Sus primeros pasos como cantaora estuvieron vinculados a las fiestas y reuniones familiares. Durante su adolescencia, se inició en el mundo artístico junto a sus hermanas antes de adentrarse a actuar en solitario en las cuevas del Sacromonte, destacando La Zambra, La Rocío y Venta del Gallo. En estos años se formó con maestros como Miguel Burgos ‘el Cele’, Antonio ‘el Colorao’, Curro Albayzín, Segundo Falcón o Luis ‘el Zambo’.

En 1995, con 14 años, presentó su primer disco, Herencia andalusí, compartiendo voz con su hermana Clara Morales. En 2011 ganó el primer premio del Concurso de Jóvenes Flamencos de la Diputación de Granada. En 2013 participó en el espectáculo De orilla a orilla junto a José Luis Ortiz Nuevo y Miguel Ochando. En 2014 colaboró con Cristina Cruces en la ilustración de la conferencia Registros sonoros de La Niña de los Peines. En 2018 expuso el proyecto Entre primas en el Flamenco Festival de Londres con la guitarrista Antonia Jiménez y la percusionista Nasrine Rahmani. Ese mismo año, estrenó el espectáculo Zorongo gitano en el Museo de las Cuevas del Sacromonte en Granada. En 2016 se le reconoció con el premio Miguel Hernández concedido por su trayectoria y dedicación.
En 2019 presenta su primer disco en solitario, La novia de cristal, un álbum homenaje a su tierra, Granada, donde Morales destaca por sus conocimientos y cualidades sonoras. En 2020 estrena el espectáculo Salitre junto a Paco Vidal, Paola Almodóvar y Niño Ruven. En 2021 representó Desobediente, en el Centro Cultural Federico García Lorca, junto al pianista Alfonso Aroca. A finales de este año, participó en el programa Foro Flamenco de Canal Sur junto a Antonio Ortega y David de Arahal. En 2022 participó en el Festival de Música y Danza de Granada —conmemorativo de los 100 años del Concurso de Cante Jondo de 1922— junto a Naike Ponce, Sergio ‘el Colorao’ o Ismael ‘el Bola’; así como en el Festival Poesía en el Laurel que contó con la presencia del actor José Sacristán. En 2023 colaboró como artista invitada en el espectáculo Musa mía, de la bailaora Sara Jiménez, dentro del ciclo MiraDas FlamenKas en el Centro Cultural Pilar Miró de Madrid.

## Crítica
- «La "novia de cristal" [...] se trata de una obra granadina al 100%, tanto en su concepto como en el desarrollo y el grupo humano que en él se desenvuelve (Diario de Sevilla).[11]

- «No sólo porque quien canta tiene un conocimiento histórico profundo del patrimonio flamenco de Granada, sino, porque lo defiende con una entrega emocional y una creatividad musical, propio de quien ya posee un sello personal. Se trata del cante granaino del siglo XX desde África Vázquez hasta Enrique Morente interpretado con la sensibilidad y la voz de una artista del siglo XXI» (Claude Worms).[12]

## Discografía
- 1995: Herencia andalusí
- 2019: La novia de cristal
- 2025: “El Mochuelo”